# Guimarota
Guimarota est une mine de charbon désaffectée qui contient un large éventail d'animaux et de plantes fossiles datant du kimméridgien, au Jurassique supérieur. Elle est située au centre du Portugal, près de la ville de Leiria.
Le site a été largement étudié par les paléontologues de l'Université libre de Berlin, mais cette activité a été arrêtée en 1982. De nouvelles fouilles sont considérées comme peu probables, car la mine est maintenant inondée. le coût du pompage indispensable à la sécurité du site serait prohibitif.
Les restes de mammifères de ce site présentent un intérêt particulier. Les fouilles ont eu un tel succès que des restes récupérés doivent être encore étudiés.